# Asociación Internacional para la Conciencia de Krishna

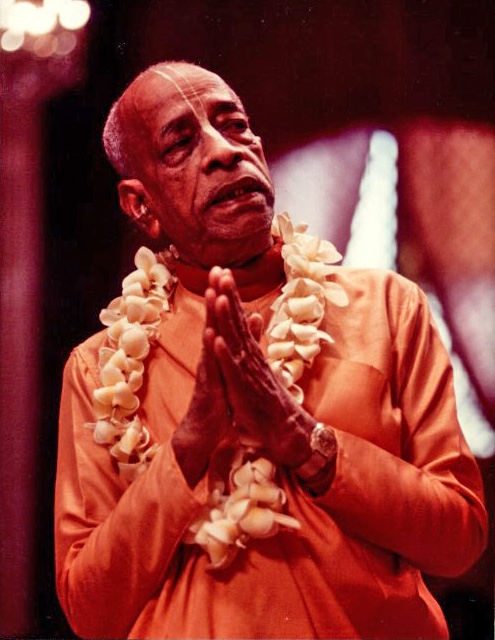
Bhaktivedanta Prabhupada, fundador de ISKCON.

ISKCON ―acrónimo de International Society for Krishna Consciousness: Sociedad Internacional para la Conciencia de Krishna―, conocida coloquialmente como Hare Krishna, es un nuevo movimiento religioso fundado por Bhaktivedanta Swami Prabhupada en 1966; es una de las organizaciones más conocidas de los grupos religiosos hare krishna.
ISKCON es una asociación internacional que practica y difunde el krishnaísmo bengalí, un nuevo movimiento religioso basado en el hinduismo que practica bhakti (‘devoción’) como adoración al dios Krishna, quien es conocido como el octavo avatar del dios Visnú, pero que los krishnaístas (vaisnavas gaudiyas o ‘visnuistas bengalíes’) consideran su aspecto más elevado (la «Suprema Personalidad de Dios»).
ISKCON ha sido formado para esparcir la práctica del bhakti (‘devoción a Dios’) ―que ellos llaman bhakti yoga―, en la cual sus devotos (bhaktas) dedican sus pensamientos y acciones hacia Krishna.
ISKCON es una confederación mundial de más de 400 centros, incluyendo 60 comunidades de granjas, algunas se autosatisfacen, 50 escuelas y 90 restaurantes.
En décadas recientes el movimiento ha tenido una rápida expansión en términos de número de miembros en el Este de Europa (especialmente desde el colapso de la Unión Soviética) e India.

## Doctrina krishnaísta
Para comprender la creencias de los hare krishna, se deben observar la religión hinduista y sus derivados o subgrupos:
- hinduismo en general
  - visnuismo
    - krishnaísmo
      - ISKCON

Prácticamente todos los hinduistas ―shivaístas, shaktas y visnuistas― afirman que las personas son almas (atma), entidades no materiales, de naturaleza espiritual. Las almas no pertenecen a este universo material, sino a un universo espiritual perfecto, donde la vida es eterna, feliz y llena de conocimiento (todo lo contrario de este mundo material, donde existen la muerte, el sufrimiento y la ignorancia).
En este universo, el alma está cubierta por cuerpo material, y este es la causa del sufrimiento.
Mientras la mayoría de los hinduistas afirman que el alma no tiene forma, los visnuistas creen que el alma, en su estado original, posee un cuerpo espiritual, con forma humana.
Los visnuistas creen que la meta de la vida es convivir con Visnú ―la forma de Dios de piel azul y cuatro brazos, que puede adoptar distintas personalidades, todas igualmente divinas― en su mundo espiritual Vaikuntha.
Los krishnaístas consideran que Krishna ―la forma de Dios de piel oscura (krishná es un adjetivo que significa ‘negro’) y dos brazos― es la suprema entre todas las personalidades de Dios, y que Visnú es solo el aspecto majestuoso de Krishna. Con Visnú se puede sentir solo un amor respetuoso y distante, en cambio con Krishna se pueden mantener varios tipos de relaciones amorosas íntimas: como hijo (siendo el devoto el padre o la madre de Krishna), como amigo, como novio, etc.
Los krishnaístas creen que las almas que viven en el mundo material nunca estuvieron realmente en el mundo espiritual en relación con Dios, sino que vivieron eternamente adormecidos en sus márgenes (tatha-stha: ‘margen-está’).
La meta de los hare krishna es desarrollar una relación amorosa con Krishna a través del bhakti (‘devoción’, o ―según la traducción acuñada por su líder Prabhupada― ‘servicio devocional’). Los hare krishna le dicen «bhakti yoga», para categorizarlo junto con el karma yoga, el jñana yoga o el hatha yoga.
La filosofía y creencia de los hare krishna se basa en tres libros:
- el Bhagavad-guita ―una corta sección del Majabhárata (texto epicorreligioso del siglo III a. C.)―[11]
- el Bhagavata-purana (una colección de 12 grandes libros).
- el Chaitania-charita-amrita (otra colección de 9 libros).

## Historia
La forma de bhakti en ISKCON se remonta a la época medieval hinduista. Se basa en las enseñanzas del santo bengalí Chaitania (1486-1533), considerado por sus seguidores como la última encarnación personal de Krishna.
En 1966, el bengalí Bhaktivedanta Prabhupada (1896-1977) creó la asociación en Nueva York (Estados Unidos), y dejó sentado cuál era el objetivo de ISKCON en los siguientes siete propósitos:
1. Propagar sistemáticamente el conocimiento espiritual en toda la sociedad, y educar a la gente con las técnicas de la vida espiritual, para detener el desequilibrio de valores de la vida, y alcanzar la unidad y la paz verdaderas en el mundo.
2. Propagar la conciencia de Krishna, tal como está revelada en la Bhagavad-guita y el Srimad-bhágavatam.
3. Reunir a los miembros de la asociación entre sí y acercarlos a Krishna, la entidad primordial, y así, desarrollar la idea entre los miembros y la humanidad en general de que cada alma es parte integrante de la naturaleza de Dios (Krishna).
4. Enseñar y alentar el movimiento de sánkirtana (el canto en congregación del santo nombre de Dios) tal como se reveló en las enseñanzas de Sri Chaitanya Mahaprabhu.
5. Erigir para los miembros y para la sociedad en general un lugar santo de pasatiempos trascendentales dedicado a la Personalidad de Krishna.
6. Unir más a los miembros, con la intención de enseñar una forma de vida más simple y natural.
7. Con el fin de lograr los mencionados objetivos, publicar y distribuir [‘vender’] periódicos, revistas, libros y otros escritos.

### Escuelas hare krishna
En 1971, Bhaktivedanta Prabhupada fundó el gurukula (‘casa del gurú’, o sea, escuela) del templo de la ciudad de Dallas (Estados Unidos) y pronto se desarrollaron muchos en otras ciudades de Estados Unidos y otros países del mundo. Los gurukulas eran atendidos por jóvenes brahmacharis (monjes célibes) cuya única calificación didáctica y educativa era que eran incapaces de vender los libros de Prabhupda en las calles.
En 1976 se abrieron los dos gurukulas principales del movimiento, en Vrindavan y Máiapur (ambas en la India).
En 1982 se abrieron nuevos gurukulas en Francia, Australia, Sudáfrica, Inglaterra, Suecia, e India.

### Publicaciones
Prabhupada ordenó a sus discípulos a crear el BBT (Bhaktivedanta Book Trust: Fondo Editorial Bhaktivedanta), para traducir sus libros ―traducciones 
y comentarios del Bhagavad-guita (el capítulo más filosófico del texto épico-religioso Majabhárata, 
del siglo III a. C.), el Bhágavata-purana (del 
siglo XI d. C.) y muchas otras escrituras hinduistas al inglés― en 60 idiomas y venderlos en aeropuertos y calles de las principales ciudades del mundo.
En 1976, los medios de comunicación en Estados Unidos criticaron a los hare krishnas que se disfrazaban de Santa Claus para colectar fondos. Este método de recolección, y la publicidad negativa resultante, continuarían hasta diciembre de 1978.

### Después de Bhaktivedanta Prabhupada
Después de la muerte de Bhaktivedanta Prabhupada (en 1977), once de sus discípulos líderes pasaron a ser gurúes iniciadores; y actualmente hay más de 30 gurúes iniciadores dentro de ISKCON.
Tras la muerte de Bhaktivedanta Prabhupada, muchos de sus discípulos ―desalentados por el rumbo que tomó la institución― fueron reiniciados por Bhakti Raksaka Srídhar Gosuami (1895-1988, hermano espiritual y amigo de Bhaktivedanta Prabhupada) y otros.
Desde principios de los años ochenta, debido a tensiones entre los líderes, se formaron otros subgrupos hare krishna. El resultado de esto es que se han formado varios núcleos de prédica, como pequeñas o grandes familias krisnaístas.

## Cantidad de adherentes

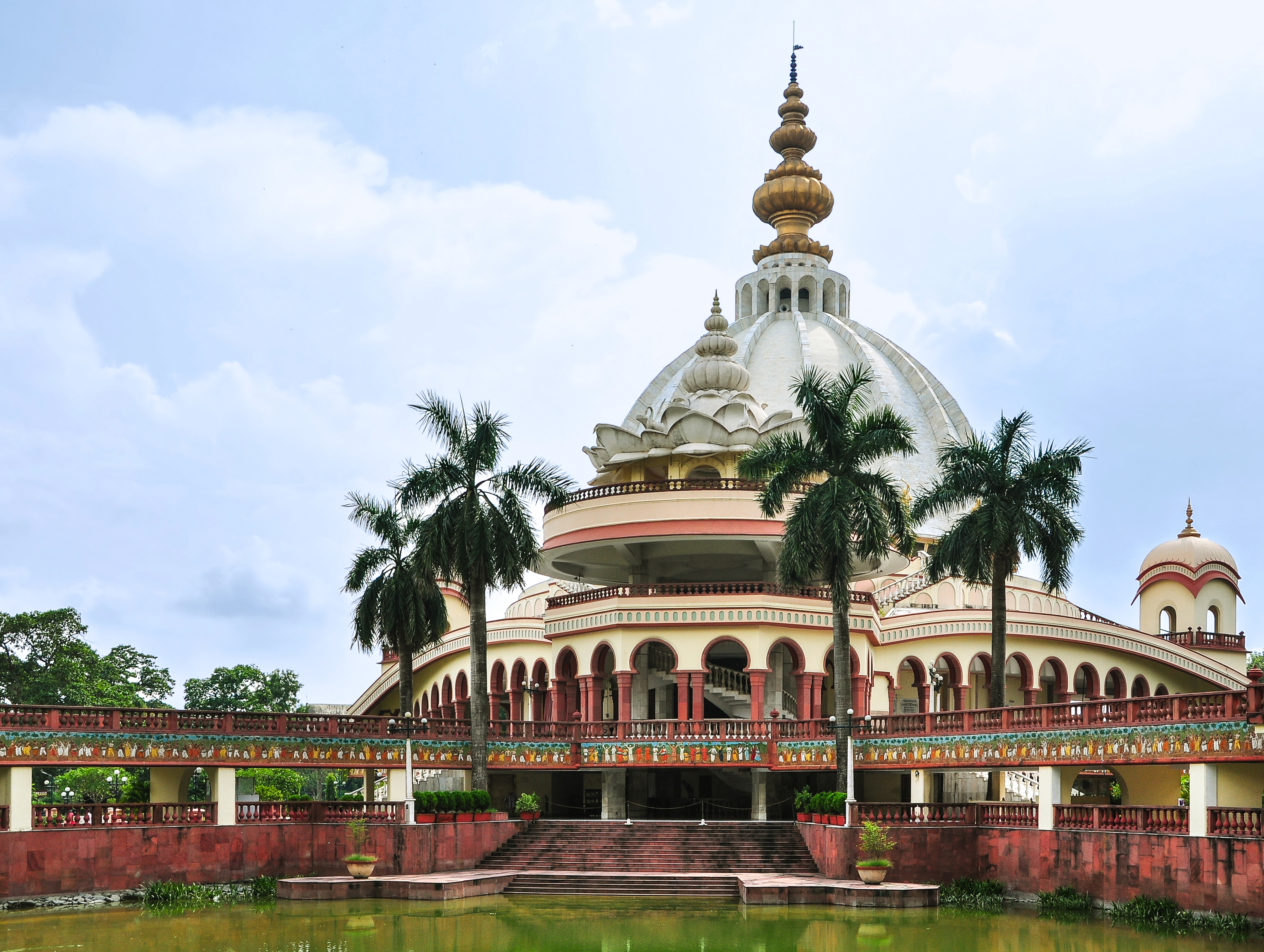
Mandir (templo) de ISKCON cerca de la ciudad bengalí de Mayapur (India).

En el año 2000, en todos los templos Hare Krisna en Estados Unidos vivían unos 750 devotos, comparados con los 3000 en su pico máximo en 1980, según el estudioso Burke Rochford. En la actualidad (2006) en el templo de Washington D. C., solo viven 15 personas, contra los 35 que llegó a haber en 1980. En total, el movimiento tiene 400 templos en todo el mundo. Según los propios devotos, existe una cantidad aproximada de 1 millón de «simpatizantes» (que no viven en los templos ni siguen estrictamente los principios regulativos), unas cuatro veces más que en 1980. Sin embargo, los estudiosos creen que el número real es muy inferior.

## Mantra Hare Krisna
El sobrenombre «Hare Krisna» que se les da a los devotos de este movimiento proviene del maja mantra (‘gran oración’) que ellos recitan:
Hare Krishna, Hare Krishna,
Krishna Krishna, Hare Hare,
Hare Rāma, Hare Rāma,
Rāma Rāma, Hare Hare.
Los devotos son reconocidos por cantar el mantra Hare Krisna y bailar por las calles de todas las ciudades importantes del mundo con mridangas (tambores) y pequeños kártalos (crótalos o platillos de mano).

## Rituales

### Sādhana
Los principales rituales son los llamados sādhana (‘práctica’), que consisten en el seguimiento de los siguientes cuatro «principios regulativos» de purificación:
- No practicar sexo ilícito (relaciones sexuales extramatrimoniales, y matrimoniales pero sin fines reproductivos).
- No intoxicarse (sic por «no embriagarse»):[15] no tomar café, té, alcohol, marihuana, etc.
- No comer carne, huevos ni pescado (tampoco cebolla, ajo u hongos ni ningún alimento fermentado).
- No participar en juegos de azar (ni «especular», o sea ‘pensar detenidamente en algo’) fuera de temas relacionados con la doctrina.

Además de estos principios, los devotos deberían:
- comer solamente prasāda (alimentos vegetarianos ofrecidos a Krisna);
- recitar 16 vueltas diarias al yapa-mala, lo que equivale a rezar 1728 veces el mantra hare krisna, en aproximadamente 1 h 45 min (otras ramas krisnaístas en la India, rezan 64 o 128 vueltas de yapa cada día, lo cual es una práctica ortodoxa);[cita requerida]
- realizar actividades proselitistas como la venta de los libros de Bhaktivedanta Prabhupada, actividad que ellos llaman «distribución» de libros y sánkirtan (literalmente ‘canto en congregación’ en sánscrito);
- dar donativos a los centros de predicación;
- asistir al járinam (del sánscrito Hari nāma ‘nombre de Harí’), o canto en las calles del mantra hare krisna,
- distribuir prasāda.

### Iniciaciones
La persona que logra realizar de manera cotidiana las actividades regulativas (sadhana) recibe el nombre de bhakta (devoto «neófito», o literalmente ‘devoto’: alguien que practica el bhakti o ‘devoción’).
Se puede ser bhakta ya sea viviendo dentro de un templo como monje soltero (brahmachari, que viste una túnica-pantalón dhoti y una camisa kurta de color blanco o amarillo), o puede vivir fuera del templo.
Después de uno o dos años de practicar correctamente la conciencia de Krisna, el bhakta puede buscar un gurú para llegar a recibir la iniciación (diksá). Esta se formaliza mediante una ceremonia de fuego.
Un devoto puede recibir tres iniciaciones:
- iniciación harinama (iniciación en el santo nombre de Krisna), en que el devoto promete seguir los cuatro principios y «cantar» 16 rondas diarias. Generalmente se recibe después de uno o dos años de ser bhakta (devoto neófito que viste dhoti y kurta blancos), ya sea viviendo dentro de un templo como monje soltero (brahmanchari), o fuera de él. Si es un devoto soltero, comenzará a utilizar las ropas color naranja azafranado, si está casado, sigue usando la ropa blanca de neófito. En algunos templos, para eliminar esta discriminación (en que se sugiere que el devoto casado sigue siendo un neófito), a los bhaktas se los hace vestir con ropas de color amarillo.
- iniciación brahmínica, en que el devoto iniciado recibe el cordón sagrado y el secreto mantra gáiatri (que recitará mentalmente tres veces al día) y se convierte en un bráhmana. Generalmente se recibe después de uno o dos años de ser un devoto iniciado, y haberse convertido en un predicador, que conoce el Bhagavad-guitá y el Bhagavata-purana.
- iniciación como saniasi (‘renunciante’), en que el devoto cambia el tipo de dhoti por uno supuestamente más sencillo (pero de tela de algodón crudo, más sofisticado) y recibe el mantra de saniasi que recitará una vez al día.

### Ceremonias de fuego
Esta ceremonia se realiza en todos los momentos importantes de la vida del devoto:
- Al inicio de un embarazo
- A los seis meses del nacimiento
- Al momento de la primera iniciación (iniciación en el harinām, donde se promete «cantar» 16 «rondas» diarias y seguir los cuatro principios regulativos).
- Al momento de la segunda iniciación (iniciación brahmínica, en que se recibe el cordón sagrado y el mantra secreto Gáiatri).
- Al momento del matrimonio
- Al momento de recibir la orden de renuncia (sanniás)
- Al mes del fallecimiento.

Igualmente se puede realizar la ceremonia de fuego en cualquier ocasión en que se desee que sea un momento auspicioso, como el inicio de un negocio, etc.

### Adoración a la Deidad
Cada día en los templos se realizan varias ceremonias de adoración a las Deidades del templo, en estas se les ofrecen diferentes artículos como incienso, agua, flores aromáticas y alimento vegetariano. Tres de estas ceremonias son públicas: a las 4:00, 6:00 y 18:00 h (estas dos últimas coinciden con las conferencias diarias acerca del Bhagavad guitá).
Las Deidades pueden ser estatuas que representan a alguna forma de Krisna. A veces están acompañadas por alguna Shalágram Shilá (pequeña piedra medio esférica de color negro), que los devotos consideran idéntica a Dios e igualmente adorable.

### Comida vegetariana
Tal vez la característica más recordada es la comida vegetariana (prasādam o ‘misericordia’) que se prepara y se ofrece a la Deidad. Esta se realiza con  rituales que siguen la tradición Krisnaísta, aunque se han integrado y adaptado muchos platillos vegetarianos de la cocina mundial.
Comer el alimento ofrecido a la Deidad (honrar el prasādam) es una de las ceremonias más importantes de la religión Krisnaísta, junto con la asistencia a las clases, las ceremonias de adoración a la Deidad y las actividades proselitistas (harinama y sankīrtan).
Como parte de las actividades misioneras de ISKCON, se realiza la distribución masiva de alimento vegetariano. La organización afiliada a ISKCON formada para coordinar esta actividad es Food for Life (Alimentos para la Vida), que se convirtió en la organización más grande a nivel mundial de distribución de alimentos vegetarianos en zonas de desastre o de pobreza.
Cabe decir que de acuerdo con esta doctrina, cualquier persona que come carne, huevos o pescado se considera contaminada.
También deben cuidar de no consumir ningún alimento que haya pasado por procesos de fermentación, tales como: el vinagre (y todo lo que lo contenga, incluyendo salsas y encurtidos), bebidas alcohólicas, yogur, tofu, etc. 

## Vestimenta

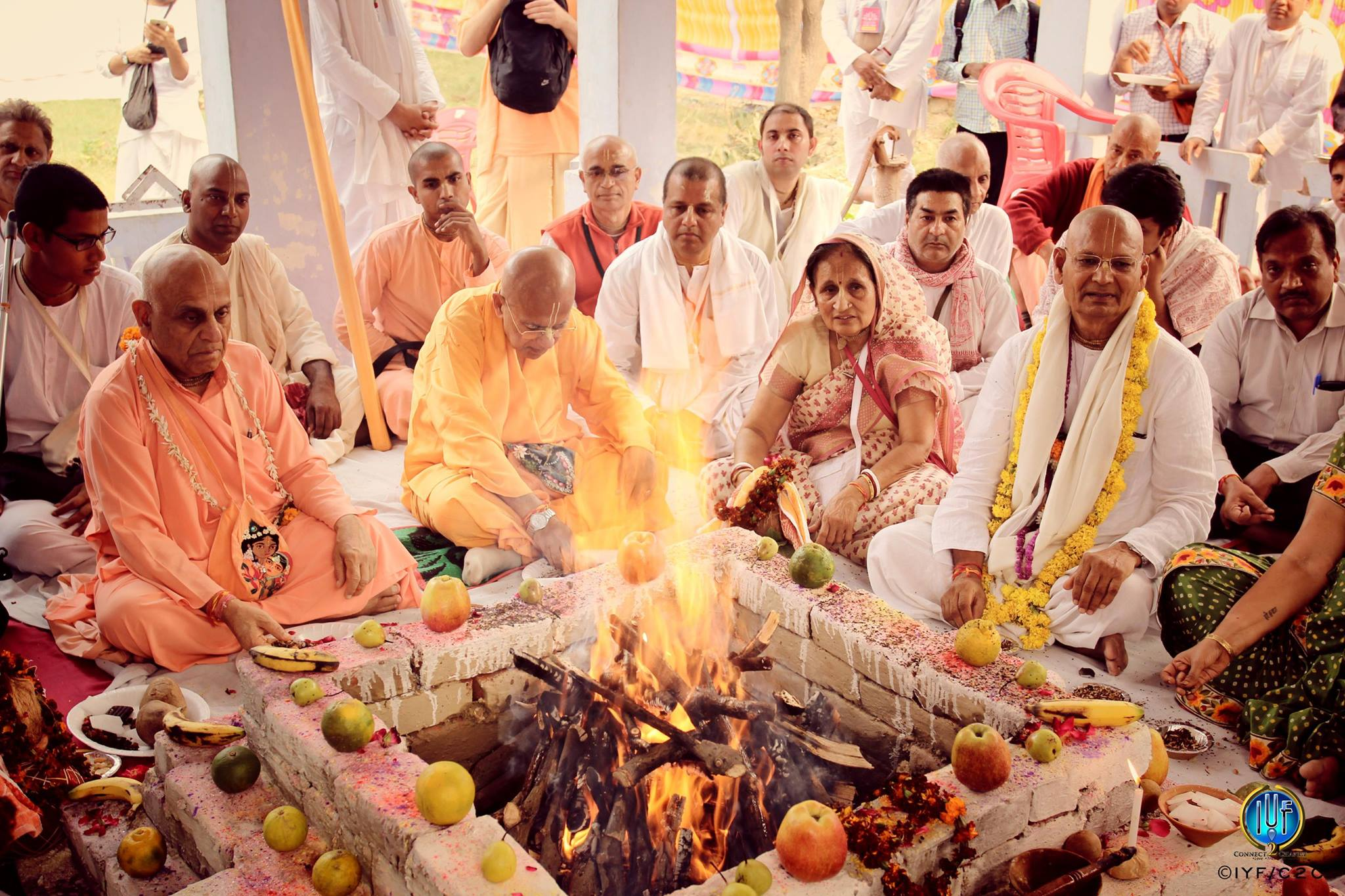
Devotos vestidos en distintos colores

Los hombres visten dhotis (pantalones-túnica) de color naranja (que utilizan los monjes célibes, y cuyo significado espiritual es la renuncia a los placeres) o blanco (tanto para los devotos casados como para los «neófitos»).
Las mujeres se envuelven en saris (túnicas) multicolores carentes de significado espiritual, pero es conocido en español como "ropa devocional". Todas visten igual: niñas, solteras, casadas, neófitas o «devotas antiguas».
Algunas viudas visten con saris blancos, indicando que no están disponibles para formar pareja.
Las devotas casadas indican su estado adhiriéndose un punto rojo en la frente.

## Críticas
La popularidad de este grupo ha conducido al error mediante la sinécdoque de que una parte (ISKCON, el grupo de Bhaktivedanta Prabhupada) califica al todo (la gaudía sampradaia). Así otros movimientos (como el de Swami Narayan, que también dice descender de Chaitania) y otros millones de hinduistas y occidentales en otros tantos grupos en todo el mundo, han quedado asociados con ISKCON sin serlo ni guardar relación alguna con esa institución. El único vínculo común que guardan es el de recitar la misma oración, tal y como los cristianos (católicos, presbiterianos, metodistas, ortodoxos, maronitas, etc.) comparten el Padre nuestro.
A diferencia de otros grupos hinduistas, ISKCON es activamente proselitista.

### Problemas internos y controversia
La organización ha sido declarada secta destructiva por el Parlamento Europeo y los gobiernos de Alemania, Francia e Israel.
Las escuelas, los gurukulas (‘casa del gurú’) eran atendidos por jóvenes brahmacharis (monjes célibes) sin ningún estudio ni preparación en pedagogía. Existen pruebas de que, a principios de los años setenta, hubo abusos físicos y sexuales contra los niños en las escuelas.
Hacia el año 2000 se desarrolló un sistema de ombudsman (ISKCON Resolve) para resolver ese problema.
El Centro Argentino para la Investigación y Refutación de la Pseudociencia y el Centro de Investigaciones del Instituto Cristiano de México, han señalado que el movimiento Hare Krisna es una secta. Algunos de sus dirigentes se han visto envueltos en tráfico de drogas, y otros seguidores se han suicidado, o bien sufrido problemas de salud física y mental por razones de dieta y repetición del mantra. Así mismo, se cuestionan sus métodos de recolección de fondos.

### Alegaciones sobre «lavado de cerebro»
En 1976, un caso judicial que incluía alegaciones de lavado de cerebro en relación con un menor de edad llamado Robin George y sus padres, llegó a ser tratado por la Corte Suprema de los Estados Unidos. En 1983 un jurado de California otorgó a la familia una compensación de más de 32 millones de dólares en daños por el cargo de privación de libertad, entre otros. Esta indemnización fue revisada y finalmente fue reducida a 485 000 dólares en 1993.

### Roles de género y abuso contra las mujeres
Dentro de los postulados del ISKCON, las mujeres avanzarían espiritualmente a través de la maternidad y la devoción hacia sus esposos; además, las almas espirituales que tienen cuerpos de varón serían más avanzadas que las que tienen cuerpo de mujer tanto en el plano físico como en el intelectual y el espiritual.
Históricamente, las mujeres estuvieron excluidas de participar en ciertos niveles jerárquicos, y eran consideradas como inferiores en varios templos durante la década de 1980; actualmente, y según antecedentes emanados de la propia organización, la discriminación entre géneros no sería tal y las diferencias observables décadas atrás no serían ciertas.
A principios de la década de 2000, aparecieron varias denuncias de abusos físico, mental, sexual y explotación cometidos contra mujeres en el interior de gurukulas en Estados Unidos durante los años setenta y ochenta.
A mediados de esta última década, Stephen Bryant publicó serias acusaciones que daban cuenta de la organización de fiestas donde se explotaba sexualmente a mujeres; este miembro posteriormente sería asesinado. El FBI inició una investigación para esclarecer si el gurú a quien acusaba Bryant estaba detrás del asesinato.

### Abuso infantil
También se han denunciado casos de abuso físico, mental y sexual cometido contra niños en el interior de sus templos, especialmente en países como Estados Unidos o India, prácticas que habrían sido conocidas por su fundador ya en 1972, idea que no es aceptada por sus seguidores.
Las primeras denuncias habrían aparecido en los medios a fines de los años setenta y principios de los ochenta, y no fue sino hasta 1990 cuando la organización instauró un sistema para investigar, denunciar y prevenir incidentes relacionados con el abuso sexual infantil. Respecto a cifras de abuso sexual en contra de menores, no existen estadísticas que permitan evaluar cuán predominante fue o es esta práctica dentro de la institución. Sin embargo, en el año 2002, la organización había recibido denuncias en contra de al menos 300 miembros o exmiembros.
Tras una serie de demandas en Estados Unidos, durante el año 2002 ISKCON se acogió a la ley de bancarrota; por otro lado, en 2005 habría acordado pagar US$9.5 millones a algunas de las víctimas.

### Críticas desde el hinduismo
Otro tipo de crítica viene de sectores del hinduismo ortodoxo y tradicional.
Para algunos hinduistas, el grupo hare krisna no es verdaderamente hinduista y muchos organismos hinduistas no reconocen a ISKCON ni a otros grupos Hare Krisna como legítimos. Por ejemplo, la administración del templo de Jagannath (en Puri) no reconoce los Hare Krisna como hinduistas.
Para muchos hinduistas, ISKCON y otras vertientes hare Krisna son irrespetuosas y más cercanas a la nueva era, pues mezclan la religión hinduista con el cristianismo y con prácticas occidentales impropias del hinduismo ortodoxo, así como el uso del término «Dios» para referirse exclusivamente a Krisna y «semidioses» para referirse a los demás dioses hinduistas. Algunos hinduistas sienten que es irrespetuoso llamar «semidioses» a los demás dioses hinduistas hacia los cuales sienten devoción y que el hinduismo ortodoxo considera dioses, no semidioses.
Los textos hinduistas en los que se basan los hare Krisna utilizan en sánscrito original la palabra «deva», que significa ‘dioses’, para referirse a todas las deidades. El uso de «Dios» para Krisna y «semidiós» para los demás fue una estrategia de su fundador para que fueran más aceptados en el Occidente monoteísta, pero es contrario al hinduismo tradicional.

### Irrespeto a otras religiones
Otra crítica se da en cuanto a que el movimiento Hare Krisna es irrespetuoso con otras religiones, mucho más que el hinduismo convencional. Por ejemplo, grupos de hinduistas ortodoxos por lo general sienten afinidad hacia el budismo, al que consideran una rama del hinduismo, y el Dalái lama ha sido invitado a participar en actividades de grupos nacionalistas hinduistas.
En cambio, muchos textos de Bhaktivedanta Prabhupada y de otros escritores hare krisna son abiertamente hostiles al budismo, religión de la que aseguran (equivocadamente) que adora al Brahman impersonal (por lo que la llaman «suicidio espiritual»), cuando en la práctica los budistas no adoran a ningún dios de ningún tipo.
Otras creencias oficiales de ISKCON que otros credos consideran irrespetuosas es que los musulmanes adoran al dios Shivá o que Jesucristo es hijo de Krisna.

### Críticas desde la ciencia
Los críticos aseguran que el movimiento Hare Krisna enseña teorías equivocadas; por ejemplo:
- que el sánscrito es el idioma más antiguo del mundo (en realidad hay evidencias científicas de que diversos idiomas de Oriente Medio y África son mucho más antiguos que el sánscrito);
- que el latín, el griego y las lenguas romances provienen del sánscrito (cuando en realidad se supone que el sánscrito proviene del antiquísimo idioma indoeuropeo, origen también del latín, el griego, etc.);
- que todas las religiones se originan en la India (en realidad únicamente el budismo, el jainismo, el hinduismo y el sijismo son originarias de la India; las demás religiones se originaron en otros países). Según la arqueología, las religiones más antiguas no se crearon en la India sino en África, Europa y Oriente Medio.

En todos sus libros, Bhaktivedanta Prabhupada realizó una cruzada contra la ciencia. A los científicos los llamaba «sinvergüenzas», «demonios», «mal llamados científicos», etc.

Como los demonios piensan que van a vivir para siempre, preparan grandes planes para conseguir comodidades materiales. [...] Los mal llamados científicos hablan de avance, pero todo es puro malabarismo de palabras.
Conferencia de Bhaktivedanta Prabhupada (1976)

La ciencia es una estupidez dogmática de los demonios avanzados [...] Nosotros podemos ofrecer la ciencia de la paz y la tranquilidad trascendentales. Primero podemos mostrarle a la gente, de manera científica, cómo ellos dejaron el mundo espiritual y han quedado cubiertos por la materia. [...] Esos sinvergüenzas se están haciendo pasar por grandes científicos.
Bhaktivedanta Prabhupada en charla informal

Algunos postulados de Bhaktivedanta Prabhupada contradicen completamente la ciencia moderna y los conocimientos científicos sobre el universo:

Los planetas flotan en el aire como esferas ingrávidas solo bajo ciertas condiciones, y tan pronto como esas condiciones son perturbadas, los planetas puede que caigan en el océano Garbhodaka, que ocupa la mitad inferior del universo. La mitad superior es el domo esférico en el cual existen los innumerables sistemas planetarios. La flotación de los planetas en el aire ingrávido se debe a la constitución interna de los globos. La moderna perforación de la Tierra para explotar el petróleo que se encuentra dentro, es un tipo de disturbio creado por los demonios modernos, y puede traer como resultado una reacción extremadamente dañina para la flotante condición de la Tierra. Un disturbio similar fue creado anteriormente por los demonios encabezados por Hiranyāksha (el gran explotador de la fiebre del oro), y la Tierra perdió su condición ingrávida y cayó al océano Garbhodaka.
Bhaktivedanta Prabhupada (quien sostenía ser un tri-kala-gñá
[alguien que conoce los tres tiempos, el pasado, el presente y el futuro])

### Citas del líder Bhaktivedanta Prabhupada
Según el Centro Argentino para la Investigación y Refutación de la Pseudociencia, Bhaktivedanta Prabhupada actuó como un líder de secta instigando conductas nocivas para sus seguidores como el desapego a la familia, una mala alimentación o incluso el suicidio:

Con respecto a la familia recordemos lo que expresa Bhaktivedanta Prabhupada: «Las relaciones íntimas de la familia [se refiere a padres e hijos] no son más que una enfermedad de la piel» (publicado por Mac Robert en The Boston Magazine, diciembre de 1980). Es común escuchar a los adeptos de Krishna decir: «Mamá, no me beses que vas a contaminarme».

En relación a este punto recordemos lo que expresa Bhaktivedanta Prabhupada en el Upadesamrita, especialmente en la pág. 79: «Otro impedimento es la prayalpa, el hablar innecesariamente. Cuando nos reunimos con algunos amigos, de inmediato comenzamos a hablar innecesariamente, lo cual suena igual a unos sapos que croan. Si tenemos que hablar, debemos hablar acerca del movimiento de conciencia de Krishna. Aquellos que no pertenecen al movimiento de conciencia de Krishna se interesan en leer montones de periódicos, revistas, novelas, en resolver crucigramas, y en hacer muchos otros disparates. De este modo la gente simplemente pierde su valioso tiempo y su energía. Todas estas actividades frívolas y otras más están incluidas dentro de la categoría de prayalpa. Las personas inteligentes interesadas en desarrollar conciencia de Krishna nunca deben participar en tales actividades».

El debilitamiento orgánico causado por los estados agudos de estrés derivados de dietas insuficientes (comidas con muy pocas proteínas), escasas horas de sueño y exceso de actividades (laborales, rituales). En el Bhagavad-guita tal como es (pág. 316) Bhaktivedanta Prabhupada explica el significado del texto 17: «Cualquier momento que se desprecia durmiendo innecesariamente se considera una gran pérdida. Una persona consciente de Krishna no puede soportar pasar un minuto de su vida sin ocuparse en el servicio del Señor. Por lo tanto, su dormir se mantiene al mínimo. En ese aspecto, su ideal es Rupa Gosvami, quien siempre estaba ocupado en el servicio de Krishna y quien no podía dormir más de dos horas al día, y algunas veces ni siquiera eso».

Para el final he dejado un tema que preocupa en varias sectas destructivas y de manera especial en los hare krishna. Me refiero al suicidio de sus miembros. En la mayoría de los escritos encontramos textos que inducen a los miembros a cometer tal aberración. Por ejemplo en El néctar de la devoción, capítulo 9, pág. 78, Bhaktivedanta Prabhupada se refiere a la actuación de un fiel que escucha insultos contra Krishna: Hay tres maneras de tratar con esos insultos. Si oímos a alguien blasfemar de palabra, debemos ser lo suficientemente expertos como para que podamos vencer al oponente por medio de argumentos. Si no nos es posible vencer al oponente de esa manera, el siguiente paso es el de no quedarnos parados ahí mansamente, sino quitarnos la vida. El tercer proceso se sigue si no nos es posible llevar a cabo los dos procesos anteriores, y es el de alejarnos por completo del lugar. Si el devoto no sigue ninguno de estos tres procesos, cae de su posición de devoción.